# Nephodia fumida
Nephodia fumida är en fjärilsart som beskrevs av Hermann Burmeister 1878. Nephodia fumida ingår i släktet Nephodia och familjen mätare. Inga underarter finns listade i Catalogue of Life.